# Дехтяр Григорій В'ячеславович
Григо́рій В'ячесла́вович Дехтя́р — підполковник[джерело?] Збройних сил України, учасник російсько-української війни.

## Життєпис
Народився 25 січня 1991 року.
Випускник академії сухопутних військ імені гетьмана Петра Сагайдачного, «управління діями підрозділів механізованих військ».
31 січня 2015-го з групою виконував завдання по розблокуванню блокпосту міста Вуглегірськ. Група потрапила в засаду терористів. Дехтяр зазнав значних поранень та травм, проте не покинув керувати підрозділом. Завдяки його професійним діям було здійснено вогневе прикриття штурмової групи під натиском переважаючих сил терористів та придушені вогневі точки.
Командир батальйону механізованого батальйону 30 окремої механізованої бригади.

## Нагороди
За особисту мужність і героїзм, виявлені у захисті державного суверенітету та територіальної цілісності України, вірність військовій присязі під час російсько-української війни
- нагороджений орденом Богдана Хмельницького III ступеня (26.2.2015).